# Peter Slattery
Pour les articles homonymes, voir Slattery.
Pas d'image ? Cliquez ici

a Compétitions nationales et continentales officielles uniquement.

b Matchs officiels uniquement.
Peter John Slattery, né le 6 juin 1965 à Brisbane, est un joueur de rugby à XV australien qui joue avec l'équipe d'Australie de 1990 à 1995 au poste de demi de mêlée. 

## Biographie
Peter Slattery joue en club avec le University of Queensland RC et les Queensland Reds. Il effectue son premier test match le 8 juillet 1990 contre l'équipe des États-Unis et son dernier test match fut le 3 juin 1995 contre l'équipe de Roumanie. Slattery participe à la Coupe du monde de rugby 1991 (3 matchs) et à celle de 1995 (2 matchs).

## Statistiques

### En club
- 109 matchs avec les Queensland Reds[réf. nécessaire]

### En équipe nationale
- 17 sélections
- 8 points (2 essais)
- Sélections par année : 1 en 1990, 5 en 1991, 2 en 1992, 4 en 1993, 3 en 1994, 2 en 1995